# 휘켈법
휘켈법(영어: Hückel method)은 원자 궤도 함수 선형 결합(LCAO)을 파이 결합에 적용한 뒤 몇가지 근사를 하여 공액계(콘쥬게이션계)의 에너지와 각 분자 오비탈의 성분을 구하는 방법이다. 

## 같이 보기
- 휘켈 규칙
- 우드워드-호프만 규칙